# Tralokinumab
Il tralokinumab, commercializzato in Unione europea con il nome di Adtralza e negli Stati Uniti con il nome di Adbry, è un anticorpo monoclonale impiegato nel trattamento della dermatite atopica. Ha per target molecolare l'interleuchina 13, molecola implicata nella risposta infiammatoria, sulla quale esercita un effetto inibitorio.
Nel 2021 la Food and Drug Administration ha approvato la messa in vendita del tralokinumab negli Stati Uniti; pochi mesi dopo ne è stata approvata la messa in commercio anche nell'Unione europea e nel Regno Unito.

## Usi
Viene somministrato mediante iniezione sottocutanea. È utilizzato nei casi di dermatite atopica di entità moderata o grave, quando si è dimostrata una refrattarietà parziale o completa alle terapie convenzionali (trattamento topico a livello cutaneo).

## Effetti collaterali
Gli effetti collaterali del tralokinumab includono infezioni delle vie respiratorie superiori (come il raffreddore comune), reazioni nel sito di iniezione o dolore e arrossamento degli occhi. Altri possibili effetti avversi sono angioedema e, raramente, reazioni di anafilassi. Sebbene non vi siano prove di teratogenicità del farmaco, esso non è stato sufficientemente indagato su donne gravide per poterne accertare la sicurezza.